# 商務印書館
商務印書館（しょうむいんしょかん）は、中華圏の代表的な出版社・書店。清末の1897年2月11日、アメリカ長老会の印刷所である上海の美華書館で勤務していた夏瑞芳、鮑咸恩、鮑咸昌、高鳳池が、長老会の牧師G・F・フィッチの援助で設立した。初期には商業簿記を主に取り扱っていたので「商務」と名前がついている。

## 沿革
- 1902年 - 正式に印刷所を開設。編訳所および発行所で蔡元培（後に張元済）を所長とする。張元済、高鳳岐、夏曽佑が前後して加入する。
- 1903年 -日本の出版社金港堂と合弁。金港堂との合弁により、商務印書館は資金だけでなく当時最新の印刷技術や教科書編纂技術を獲得し、その後の発展の基礎となった。金港堂が派遣した長尾雨山らの監修で 中国で第1部となる小学校の教科書『最新国文教科書』を出版し、以後、小中高の教科書が全国で用いられる。これら金港堂合弁で得た商務印書館の利益は、今日の商務印書館公式社史ではほとんど触れられていない。同年厳復訳『群学肄言』、林紓等訳『伊索寓言』（イソップ寓話）を出版する。両者の訳著は後代に大きな影響を及ぼす。
- 1904年 - 『東方雑誌』を創刊。
- 1907年 - 閘北華界宝山路の80畝の新事務所に移る。
- 1909年 - 『教育雑誌』を創刊。
- 1910年 - 『小説月報』を創刊。
- 1911年 - 『少年雑誌』を創刊。
- 1914年1月10日 - 創業者で総経理であった夏瑞芳が死去。同年香港に支社を設置。『学生雑誌』を創刊。同年、金港堂との合弁を解消。
- 1915年 - 新式の辞書『辞源』の第1部を出版。
- 1916年 - シンガポールに支社を設置。
- 1921年 - 胡適の推薦で王雲五が任職し、1930年に総経理を務める。
- 1924年 - 東方図書館を設立。
- 1932年1月29日 - 第一次上海事変（一二八事変）が起きる。2日目に日本空襲で商務印書館、東方図書館が焼かれる。
- 1954年 - 本社の所在地が上海から北京に移る。西欧の学術の名著を重ねて出版する。（累計10集400余種出版されている『漢訳世界学術名著叢書』も北京商務印書館が版元である。）

## 拠点
現在は中国、香港、マカオ、シンガポール、マレーシアにて経営を行っている。1948年にできた台湾の台北分館（支社）は中華人民共和国の成立によって分離し「台湾商務印書館」と改称した。1993年に印書館五地（中国、香港、台湾、シンガポール、マレーシア）の合資で「商務印書館国際有限公司」が設立された。

## 関連文献
- 樽本照雄『商務印書館研究論集 増補版』清末小説研究会、2006年。NCID BA79006820
- 趙景達 ; 原田敬一 ; 村田雄二郎 ; 安田常雄 編『講座 東アジアの知識人 2 近代国家の形成』有志舎、2013年。ISBN 978-4903426778。（「張元済と商務印書館―出版業と近代的教科書の成立」）
- 田雁 著、小野寺史郎 ; 古谷創 訳、中村元哉 解説『近代中国の日本書翻訳出版史』東京大学出版会、2020年。ISBN 9784130262750。
- トーマス・Ｓ・マラニー 著、比護遙 訳『チャイニーズ・タイプライター 漢字と技術の近代史』中央公論新社、2021年。ISBN 9784120054372。（社員の周厚坤（中国語版）や舒震東による中国語タイプライター（中国語版）開発について）